# Цзінь Чжиян
Цзінь Чжиян (кит.: 金志扬, нар. 10 січня 1944, Пекін) — китайський футболіст, що грав на позиції . По завершенні ігрової кар'єри — тренер, який, зокрема, очолював національну збірну Китаю.

## Ігрова кар'єра
У дорослому футболі дебютував 1960 року виступами за команду клубу «Бейцзін Гоань», кольори якої і захищав протягом усієї своєї кар'єри гравця, що тривала тринадцять років. В останньому сезоні своєї ігрової кар'єри став чемпіоном Китаю.

## Кар'єра тренера
Розпочав тренерську кар'єру, повернувшись до футболу після тривалої перерви, 1995 року, очоливши тренерський штаб свого рідного клубу «Бейцзін Гоань».
1997 року став помічником Боба Гафтона у тренерському штбаі національної збірної Китаю. Після звільнення британця 2000 року протягом деякого часу виконував обов'язки очільника тренерського штабу національної команди. Згодом до 2002 року працював у цьому тренерському штабі як пмічник Бори Милутиновича.
До того протягом 1999–2000 років попрацював на клубному рівні як головний тренер «Тяньцзінь Теда».

## Титули і досягнення
- Чемпіон Китаю: 1973